# Hajo Zwager
Hajo Hendrik Zwager (Hillegom, 9 december 1926 - Amsterdam, 1 januari 1973) was een Nederlandse historicus en leraar.
Zwager werd geboren in Hillegom als zoon van een belastingambtenaar en bracht zijn vroege jeugd door in Lisse. Toen hij zeven jaar was, verhuisde het gezin naar Amsterdam waar hij op het Vossius Gymnasium het gymnasium alfa-diploma behaalde en later ook nog het bèta-diploma kreeg na er een extra oorlogsjaar doorgebracht te hebben. Daarna ging Zwager bij professor B.W. Schaper en anderen geschiedenis studeren aan de toenmalige Gemeente Universiteit van Amsterdam, de huidige Universiteit van Amsterdam.
Omdat hij goed kon schrijven werd hij in 1948 redacteur van het studentenblad Propria Cures, wat hij een jaar zou blijven. Een jaar later studeerde hij cum laude af.
Zwager was als leraar werkzaam op verschillende scholen. Hij werkte onder meer enige jaren aan het Vossius Gymnasium, al tijdens zijn studie door het toenmalige gebrek aan leraren. In 1951 kreeg hij een vaste aanstelling als leraar aan het Coornhertlyceum in Haarlem, waaraan hij tot zijn dood verbonden zou blijven. Zwager stond bekend als een begenadigd docent en overbrenger van kennis op een bijzonder boeiende orale manier en organiseerde vele nevenactiviteiten op school zoals het schrijven en ook regisseren van toneelstukken en opvoeringen.
In 1964 aanvaardde hij een nevenfunctie als MO-docent aan de Nutsacademie in Rotterdam, waar hij oude geschiedenis en geschiedenis van de achttiende eeuw doceerde.
Naast zijn werk als leraar was Zwager een nijver historisch publicist. Hij schreef vele artikelen in Het Parool, waarvan er een aantal gebundeld werden en in 1958 in boekvorm werden uitgegeven onder de titel Liefde en historie. In hetzelfde jaar promoveerde hij bij prof. Jan Romein met een proefschrift over het kiesrecht in Europa. Daarna publiceerde hij nog een aantal boeken en artikelen.
Zwager overleed na een hartaanval in de trein op weg naar huis in 1973.